# Вурмлинген (Тутлинген)
Вурмлинген (њем. Wurmlingen) град је у њемачкој савезној држави Баден-Виртемберг. Једно је од 34 општинска средишта округа Тутлинген. Према процјени из 2010. у граду је живјело 3.783 становника. Посједује регионалну шифру (AGS) 8327054.

## Географски и демографски подаци
Вурмлинген се налази у савезној држави Баден-Виртемберг у округу Тутлинген. Град се налази на надморској висини од 665 метара. Површина општине износи 15,4 km². У самом граду је, према процјени из 2010. године, живјело 3.783 становника. Просјечна густина становништва износи 245 становника/km².